# أندروستينديون
أندروستينديون أو 4-أندروستينديون (يُختصر باسم A4 أو Δ 4- ديون ) والمعروف أيضًا باسم أندروست-4-إيني-3,17-ديون هو هرمون الستيرويد الأندروجيني الضعيف ذو المنشأ الداخلي ووسيط في التخليق الحيوي للإيستيرون والتستوستيرون من ديهيدرو إيبي أندروستيرون (DHEA)، يرتبط الأندروستينيديون ارتباطًا وثيقًا بالأندروستينديول (androst-5-إيني-3β، 17β-ديول).

## الوظيفة البيولوجية
يعد الأندروستينديون هو مقدمة لهرمون التستوستيرون والأندروجينات الأخرى، وكذلك الاستروجينات مثل الاسترون في الجسم. بالإضافة إلى العمل كطليعة هرمون داخلي المنشأ فإن الأندروستينيون لديه أيضًا نشاط أندروجيني ضعيف بحد ذاته.
تم العثور على أندروستينيديون لديه بعض النشاط الاستروجيني على غرار غيره من نواتج DHEA، ومع ذلك على النقيض من الأندوسترينديول فإن تصاهر مستقبلات الإستروجين منخفض للغاية حيث يوجد أقل من 0.01% من تصاهر الإستراديول لكل من ERα و ERβ.

### عنفوان التكظر
في الأطفال الذين تتراوح أعمارهم بين 6 إلى 8 سنوات هناك زيادة في إفراز أندروستينيديون جنبا إلى جنب مع DHEA خلال عنفوان التكظر، يُفترض أن هذا الارتفاع في الأندروستينيديون و DHEA يلعب دوراً حاسماً في تعلم المهارات الاجتماعية والثقافية والبيئية مثل تنمية وفهم الانجذاب الجنسي، علاوة على ذلك فإنه يُعتقد أن الأندروستينيديون يلعب دورًا في مستويات العدوان والمنافسة لدى الأولاد، حيث لوحظ وجود علاقة إيجابية بين الاثنين، بينما كانت مستويات هرمون التستوستيرون أقل من أن تسمح بالتعرف عليها.

## الكيمياء الحيوية

### تخليق بيولوجي

تكوين الستيرويد. الأندروستينيون يقع في المركز.

يُعد الأندروستينيديون هو الطلائع الشائعة لهرمونات الأندروجين والهرمونات التناسلية.
يمكن تصنيع الأندروستينيديون بطريقة حيوية من خلال طريقتين، يتضمن المسار الأساسي تحويل 17α هيدروكسي بروجنينونولون إلى DHEA عن طريق سيتوكروم 17A1، مع التحويل اللاحق ل DHEA إلى أندروستينيديون عبر إنزيم هيدروكسيستيرويد 3β، يتضمن المسار الثانوي تحويل 17α هيدروكسي بروجستيرون، وغالبًا ما يكون مقدمة للكورتيزول، إلى أندروستينيديون مباشرة عن طريق 17,20 لياز. وبالتالي فإنه هناك حاجة إلى 17,20 لياز لتكوين الأندروستينيديون سواء تمت إزالتها فورًا أو خطوة واحدة.
يتم إنتاج الأندروستينيديون في الغدد الكظرية والغدد التناسلية، ويحكم إنتاج هرمون الغدد التناسلية الكظرية هرمون قشر الكظر (ACTH)، في النساء قبل انقطاع الطمث تنتج كل من الغدد الكظرية والمبيض حوالي نصف إجمالي الأندروستينيديون (حوالي 3   ملغ / يوم)، وبعد انقطاع الطمث يقل إنتاج الأندروستينيديون إلى النصف تقريبا ويرجع ذلك في المقام الأول إلى الحد من الستيرويد الذي يفرزه المبيض، ومع ذلك فإن الأندروستينيون هو الستيرويد الرئيسي الذي ينتج عن المبيض بعد انقطاع الطمث.
يفرز بعض الأندروستينيون أيضًا في البلازما، ويمكن تحويله في الأنسجة المحيطية إلى هرمون التستوستيرون والإستروجين.

### التمثيل الغذائي
يتم تحويل الأندروستينيون إما لتستوستيرون أو إسترون، يتطلب تحويل الأندروستينيون إلى هرمون التستوستيرون إنزيم هيدروكسي ستيرويد 17β يتم إطلاق الأندروستينيون في الدم بواسطة خلايا قرابية. يتطلب تحويل الأندروستينيون إلى إسترون إنزيم أروماتاز، ويُعد الأندروستينيون هو الركيزة لإنتاج هرمون الاستروجين في الخلايا الحبيبية التي تنتج الأروماتاز. وبالتالي تعمل الخلايا القرابية وخلايا الحبيبية معًا لتكوين هرمون الاستروجين.
الأندروستانديون هو انخفاض 5α المستقلب من 4-أندروستيرون الذي يعمل كوسيط في التركيب الحيوي من الاندروجين وأندروستيرون السترويدات العصبية.

### مستويات
مستويات عادة تكون 30-200   نانوغرام / ديسيلتر (1.0–7.0   نانومول / لتر) في الإناث و40-150   نانوغرام / ديسيلتر (1.4-5.2   نانومول / لتر) في الذكور.

## علم العقاقير
تبين أن الأندروستينديون يزيد من مستويات هرمون تستوستيرون المصل على مدى ثماني ساعات عند الرجال عند تناوله كجرعة فموية واحدة تبلغ 300   ملغ يوميا، ولكن جرعة من 100 ميليغرام ليس لها أي تأثير كبير على هرمون التستوستيرون في الدم، ومع ذلك فقد ارتفعت مستويات المصل من استراديول بعد كل من 100 ميليغرام و 300 ميليغرام من الجرعات، وقد ذكرت الدراسة أيضا أن مستوى المصل من هرمون الاستروجين وهرمون التستوستيرون المنتجة تختلف على نطاق واسع بين الأفراد.
ولخصت أوراق علمية عام 2006 العديد من الدراسات التي درست تأثير الأندروستينيديون على تمارين القوة، فبجرعات 50   ميليغرام أو 100 ميليغرام في اليوم الواحد لم يكن للأندروستينيون أي تأثير على قوة العضلات أو حجمها أو على مستويات الدهون في الجسم، وقد استخدمت إحدى الدراسات جرعة يومية قدرها 300 ميليغرام من الأندروستينيديون جنبا إلى جنب مع العديد من الملاحق الأخرى وأيضا لم تجد زيادة في القوة بالمقارنة مع مجموعة التحكم التي لم تأخذ المكملات.
يتكهن مؤلفو الأوراق العلمية أن الجرعات العالية بما فيه الكفاية قد تؤدي بالفعل إلى زيادة حجم العضلات وقوتها، ومع ذلك فبسبب الحظر الفيدرالي على مكملات الأندروستينيديون فإنه من الصعب إجراء بحث جديد حول آثاره، يخلص مؤلفو الأوراق العلمية إلى أنه لا ينبغي للأفراد استخدام مكملات الأندروستينينيون بسبب عدم وجود أدلة على وجود آثار مفيدة والتنوع الكبير في الردود الفردية على الملحق وخطر الآثار الجانبية غير المعروفة.

## استخدام الطبي
تحت الاسم التجاري ميثارون إف وبالاقتران مع المنشطات الجنسية ( برينينولون ،وهرمون التستوستيرون والإسترون والأندروستينيديول ) وهرمون الغدة الدرقية ( الغدة الدرقية المجففة ) يتم تسويق الأندروستينديون للاستخدام الطبي في تايلاند.

## كيمياء
الأندروستينديون والمعروف أيضًا باسم أندروست-4-إيني-3,17-ديون هو عبارة عن ستيرويد أندروستاني يحدث بشكل طبيعي و17 كيتوستيروئيد، وهو يرتبط ارتباطا وثيقا هيكليا بأندروستينديول (A5; androst-5-ene-3β,17β-diol) وديهيدرو إيبي أندروستيرون (DHEA، androst-5-en-3β-ol-17-one)، و هرمون التستوستيرون (androst-4-en-17β-ol-3-one)، وكذلك ب 5α-أندروستانديون (5α-androstane-3,17-dione) و إيسترون (estra-1,3,5(10)-triene-3-ol-17-one or 19-norandrost-1,3,5(10)-triene-3-ol-17-one).

## التاريخ

### استخدام كمكمل
تم تصنيع الأندروستينديون كمكمل غذائي وغالبًا ما يطلق عليه أندرو أو أندروس للقِصَر، تنسب سبورتس اليستريتد إلى باتريك أرنولد وهي تقدم الأندروستينديون إلى سوق أمريكا الشمالية، كان الأندروستينديون قانونيًا وقابلًا للشراء من دون وصفة طبية، ونتيجة لذلك كان شائع الاستخدام فيدوري كرة القاعدة الرئيسي خلال التسعينيات من القرن الماضي من قِبل لاعبين مسلحين مثل مارك ماكجوير.

قرر باري مكافري بصفته مدير المكتب الوطني للسياسة الوطنية لمكافحة المخدرات بالبيت الأبيض أنه لا يمكن تصنيف الأندروستينديون باعتباره الستيرويد المنشطة لأنه لا يوجد دليل على أنه يعزز نمو العضلات.

## المجتمع والثقافة

### التنظيم
تم حظر الأندروستينديون من قبل الوكالة العالمية لمكافحة المنشطات ومن الألعاب الأولمبية، حيث حظرت اللجنة الأولمبية الدولية في عام 1997 الأندروستينديون ووضعته تحت فئة المنشطات الاندروجينية الابتنائية، كما تم حظر الأندروستينديون بواسطة MLB و NFL و USOC و NCAA و NBA.
في 12 مارس 2004 تم تقديم قانون مكافحة الستيرويد المنشطة لعام 2004 إلى مجلس الشيوخ الأمريكي وعدلت قانون المواد الخاضعة للرقابة لوضع كل من المنشطات الابتنائية وطلائع الهرمونات في قائمة المواد الخاضعة للرقابة مما يجعل حيازة المواد المحظورة جريمة فيدرالية، وقد دخل القانون حيز التنفيذ في 20 يناير 2005، ومع ذلك فقد تم تعريف الأندروستينيديون قانونيا بأنه الستيرويد المنشطة على الرغم من أن هناك أدلة ضئيلة على أن الأندروستينديون نفسه هو ابتنائي في الطبيعة، وفي 11 أبريل 2004 حظرت إدارة الغذاء والدواء الأمريكية بيع الأندروستينيديون قائلة أن هذا الدواء يشكل مخاطر صحية كبيرة مرتبطة عادة بالستيرويدات، ولذلك فإن الأندروستينيديون محظور حاليًا من قبل الجيش الأمريكي.